# Attilio Schneck
Attilio Schneck (Schio, 8 luglio 1946) è un politico italiano. Presidente dell'Autostrada Brescia-Verona-Vicenza-Padova S.p.A. dal 2008 al 2013, è stato anche presidente della provincia di Vicenza dal 2007 al 2012 ed, in seguito, commissario governativo della stessa fino al 2014

## Biografia
È sposato con due figli. Ha conseguito la maturità classica e la laurea in Scienze Politiche ad indirizzo politico amministrativo. Ha svolto attività lavorativa presso aziende della Provincia fino al 1978 quando diventa libero professionista come consulente del lavoro. Ha insegnato fino al 1996 diritto ed economia all'ITC Ceccato di Thiene.

### L'attività politica
Inizia la carriera politica nel 1995 quando diviene capogruppo della Lega Nord in consiglio comunale a Thiene.
Nel 1997 si candida a sindaco battendo al ballottaggio Giovanni Tessari con il 57,05% dei voti. Nel 2002 si ricandida vincendo al primo turno contro Carlo Maino con il 61,67%.
Nel 2007 viene candidato quale successore di Manuela Dal Lago alla presidenza della provincia (la Dal Lago era già al secondo mandato). Vince al primo turno con il 59,9 % di voti contro Pietro Maria Collareda del centrosinistra.
Il 10 aprile 2008 viene nominato presidente dell'Autostrada Brescia-Verona-Vicenza-Padova S.p.A. succedendo, anche in questo caso, a Manuela Dal Lago, carica che manterrà fino al 2013.
A scadenza dei primi 5 anni di mandato, a seguito del decreto salva Italia che annulla le elezioni provinciali previste dal 2012 in poi, viene nominato commissario governativo dell'ente fino alla decadenza di tutti i consigli provinciali italiani.